# Picigin

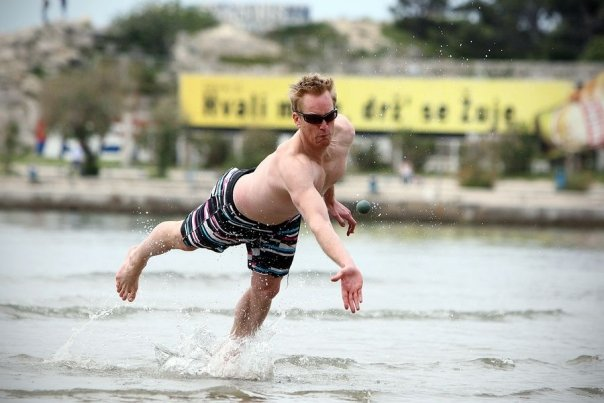
Gracz w picigin

Picigin – rodzaj rekreacyjnej gry piłkarskiej uprawianej głównie w Chorwacji.

Kilku graczy stojąc w kole w płytkiej wodzie podbijają pomiędzy sobą dłonią niewielką piłkę starając się utrzymać ją jak najdłużej w powietrzu. Zabronione jest łapanie piłki. Często do gry używana jest odpowiednio spreparowana piłka tenisowa. Ponieważ nie ma ściśle skodyfikowanych zasad gry, występuje ona w licznych wariantach.
W wersji meczowej rywalizują między sobą dwie drużyny złożone z pięciu zawodników. 
Głównym ośrodkiem piciginu jest Split, a szczególnie piaszczysta plaża Bačvice. Na niej corocznie w Nowy Rok bez względu na warunki atmosferyczne rozgrywa się tradycyjny turniej.
Za datę powstania gry uznaje się rok 1908, gdy rozegrana została pierwsza gra pomiędzy chorwackimi studentami na plaży Bačvice
Od 2005 organizowane są nieoficjalne zawody o Puchar Świata.